# Мотор-генератор
Мотор-генератор (нем. Umformer, двигатель-генератор) — электрическая машина для преобразования электрической энергии из одной её формы в другую либо же, в некоторых случаях, функционирующая как проводник электрической энергии, не производящий в конечном итоге данного преобразования.
Например:
- преобразование постоянного электрического тока в переменный, как правило, более высокого напряжения. Используются двигатель постоянного тока и синхронный генератор.
- получение постоянного тока из переменного для специальных случаев (питание сварочного оборудования, некоторые модели старых электровозов). Используются асинхронный или синхронный двигатель и генератор постоянного тока;
- передача мощности между электросетями разной частоты (как например в Японии, где частота на севере страны 50 Гц, а на юге 60 Гц), 50 и 400 Гц (для электроснабжения военных объектов, где используются электронные приборы и электродвигатели, рассчитанные на частоту тока 400 Гц), снабжение электрифицированных железных дорог с питанием переменным током пониженной частоты. Используются синхронный двигатель и синхронный генератор с разным количеством пар полюсов статора.
- преобразование однофазного тока в трёхфазный (расщепитель фаз, чаще всего по устройству очень схож с асинхронным двигателем).

Чаще всего представляет собой электродвигатель, соединенный валом с электрическим генератором. В конструкцию также вводятся дополнительные устройства для стабилизации выходного напряжения и частоты.
Известны также умформеры с единым якорем (одноякорные преобразователи), в которых обмотки разного рода тока разъединены. Обмотки постоянного тока выводятся на коллектор, а переменного — на контактные кольца.
Есть также машины с общими обмотками для разного рода тока.
В случае преобразования числа фаз даже нет нужды в коллекторе или скользящих контактах. В этом случае вся обмотка навивается на статоре и в нужном месте делаются отпайки. Таким образом, например, асинхронная машина может преобразовывать одно- или двухфазный ток в любой многофазный (например — 3-фазный). Пример такой машины — фазорасщепитель электровозов ВЛ60, ВЛ80, ВЛ85, а также ЭП1М, 2ЭС5К и 3ЭС5К новых выпусков.

## Применения
Принцип действия умформера может применяться для преобразования:
- рода тока;
- напряжения;
- частоты;
- числа и смещения фаз.

Широко использовались в авиационной, танковой и ракетной технике СССР вплоть до 1970-х годов, в частности, для питания ламповых устройств. В частности, на отечественной авиационной технике чрезвычайно распространены однофазные (серии ПО — преобразователь однофазный) и трёхфазные (серии ПТ) преобразователи, питающиеся постоянным напряжением 27 В, например, ПО-600, выдающий однофазное напряжение 127 В, 50 Гц, ПТ-1000, выдающий трёхфазное напряжение 36 В, 400 Гц, ПО-4500 выходной мощностью 4,5 кВА, напряжением 115 В, частотой 400 Гц. Похожие преобразователи установлены на пассажирских вагонах выпусков 1950—1970-х годов, например, ППО-2-400У4 и MB12, преобразующие 50 В постоянного тока в 220 В, 400—425 Гц для питания люминесцентных светильников, или маломощные преобразователи, вырабатывающие 127 В, 50 Гц для питания электробритв.
Умформеры использовались в системах электрического питания ЭВМ первого поколения. В военной технике СССР, работавшей от собственного 400-герцового генератора, умформер ставили в месте стационарной установки, чтобы запитать от промышленной сети.
Умформеры (мотор-генераторы) применяются на трамваях, троллейбусах с косвенной системой управления, электровозах и электропоездах постоянного тока для получения низкого напряжения (24 и 50 В соответственно), питающего цепи управления. На некоторых старых моделях подъёмных кранов, например, КС-5363 и канатных экскаваторов с дизель-электрическим приводом постоянного тока наряду с ДВС для привода генератора предусмотрен электродвигатель переменного тока для работы от внешней сети. В 1980—1990-х годах на городском электротранспорте были вытеснены статическими полупроводниковыми преобразователями на тиристорах (ТЗУ), а позже — на транзисторах.

## Достоинства и недостатки
К достоинствам можно отнести:
- гальваническую развязку входной и выходной цепей;
- получение на выходе почти идеального синусоидального напряжения, без шумов, связанных с работой других потребителей сети;
- простоту устройства и его обслуживания;
- возможность получения на выходе трёхфазного напряжения без существенного усложнения конструкции;
- фильтрация бросков тока при резком изменении нагрузки или кратковременном отключении питающего напряжения за счёт инерции ротора;
- простота рекуперации энергии.

Недостатки:
- сравнительно низкий ресурс по причине наличия движущихся частей;
- высокая масса и стоимость за счет материалоёмкости конструкции;
- вибрация и шум;
- необходимость технического обслуживания (смазка подшипников, чистка коллекторов, замена щёток в коллекторных машинах);
- низкий КПД, как правило, 50 —70 %, из-за двойного преобразования энергии.[6]

## В настоящее время
В настоящее время вытеснен из мобильных применений твердотельными преобразователями, а также более широким использованием низковольтной аппаратуры.
По-прежнему выгодно применение в промышленности и энергетике для преобразования сравнительно больших мощностей. Перспективно применение умформеров на основе машин двойного питания для передачи мощностей между сетями 50 и 60 Гц, а также между сетью с низкими параметрами напряжения и частоты и сетью с особо высокими требованиями. В этом случае для питания обмоток ротора применяется ещё и статический преобразователь частоты, но мощность преобразователя нужна меньшая (для приведённого примера преобразования 50 в 60 Гц это составляет около 1/5 полной мощности).